# 西固区
西固区是甘肃省兰州市下辖的一个市辖区，总面积385平方公里，总人口33.6万，距兰州市中心区约20公里，位于黄河南岸，兰州市的西面，是兰州市的主要工业区，也是兰州大气污染的主要污染源。西固区的兰州石化公司是使兰州成为中国重要化工基地的原因。
以西固西路、西固中路、西固东路一线为界，以北为工业区，以南为生活区。

## 行政区划
西固区下辖7个街道办事处、5个镇、1个乡：
陈坪街道、先锋路街道、福利路街道、西固城街道、四季青街道、临洮街街道、西柳沟街道、新城镇、东川镇、河口镇、达川镇、柳泉镇和金沟乡。

## 交通
- 109国道、 213国道过境。
- 兰中城际铁路陈官营站
- 蘭州軌道交通1號線陳官營站